# Cabassa
Cabassa (en francès Cabasse) és un municipi francès situat al departament del Var i a la regió de Provença – Alps – Costa Blava.

## Demografia
| 1962                                       | 1968 | 1975 | 1982 | 1990  | 1999  | 2006  |
| ------------------------------------------ | ---- | ---- | ---- | ----- | ----- | ----- |
| 881                                        | 905  | 802  | 786  | 1.182 | 1.283 | 1.708 |
| Des de 1962: població sense dobles comptes |      |      |      |       |       |       |

## Administració
| Període | Identitat      | Partit |
| ------- | -------------- | ------ |
| 1977-   | Régis Dufresne | PCF    |

## Personatges relacionats
El ciclista Jean Dotto hi estava establit.